# Lukasówka
Grusza 'Lukasówka'  – odmiana uprawna (kultywar) gruszy należąca do grupy grusz zachodnich, o późnej porze dojrzewania (odmiana zimowa). Odmiana bardzo stara, którą znalazł Aleksander Lucas w 1874 roku jako przypadkową siewkę w lesie koło Blois we Francji. Do uprawy w Europie Zachodniej weszła bardzo szybko i zyskała duże uznanie. W Polsce znana i szeroko uprawiana od okresu międzywojennego, a obecnie obok 'Faworytki' i 'Konferencji' jest jedną z najpopularniejszych odmian grusz. Do Rejestru Odmian prowadzonego przez Centralny Ośrodek Badania Odmian Roślin Uprawnych wpisana w 1990 roku.

## Morfologia
PokrójDrzewo w młodości rośnie silnie, w starszym wieku średniosilnie, a nawet słabo. Tworzy koronę szerokostożkowatą, lub kulistojajowatą. Konary początkowo rosną w górę, lecz w strszym wieku poziomo, a często nawet lekko zwisają. Owocuje zarówno na krótkopędach jak i na długopędach.
OwocWielkość średnia do bardzo dużej i są wyrównane na drzewie pod względem wielkości. Kształt jest jajowatoowalny lub tępostożkowaty, czasem nieregularny. Skórka jest gładka, lekko tłustawa i nieznacznie błyszcząca. Barwa skórki zielonkawożółta, po dojrzeniu słomkowożółta, czasem z delikatnym karminowym rumieńcem, bez ordzawienia. Szypułka jest dość krótka i gruba. Zagłębienie szypułkowe szerokie i płytkie. Zagłębienie kielichowe jest szerokie i pofałdowane, a kielich dość duży, otwarty, z długimi działkami. Miąższ ma barwę żółtawobiałą, jest średnioziarnisty, słodko – winny, soczysty, smaczny. Smak owocu jest często uzależniony od stanowiska na jakim się uprawia. Na złych stanowiskach, w chłodne lata owoce mogą być niesmaczne – "jałowe". Gniazdo nasienne otoczone jest cienkim pierścieniem komórek kamiennych.

## Zastosowanie
- Roślina uprawna. W okres owocowania wchodzi średnio wcześnie, najczęściej 3–5 roku po posadzeniu. Plonuje umiarkowanie obficie, lecz corocznie. Do obfitego owocowania wymaga zapylenia inną odmianą, a sama jest złym zapylaczem, gdyż jest odmianą triploidalną. W porównaniu do takich odmian jak Konferencja czy Bonkreta Williamsa zawiązuje niewiele owoców partenokarpicznie.
- Jest odmianą zalecaną do uprawy w Polsce w sadach towarowych, natomiast do uprawy amatorskiej pod warunkiem przeprowadzania starannej ochrony.

## Uprawa
- Odmiana powinna być głównie uprawiana na podkładkach słabo rosnących. Z doświadczeń polskich wynika, że najlepsza jest pigwa S1. Oba komponenty zrastają się dobrze i nie ma potrzeby stosowania pośredniej, choć w Niemczech na pigwie MA jest stosowana. Na pigwach owocowanie jest obfitsze, a owoce dorodniejsze.
- Lukasówka jest odmianą średnio wytrzymałą na mróz i na zarazę ogniową. Jest jednak wrażliwa na parcha gruszy.
- Zbiór i przechowywanie: W warunkach polskich w zależności od rejonu i przebiegu pogody owoce dojrzałość zbiorczą osiągają od końca września do połowy października. Przechowują się bardzo dobrze, w zwykłej chłodni można je przechować do końca marca, a w chłodni z kontrolowaną o dwa miesiące dłużej, choć należy kontrolować stan owoców, gdyż czasem ulegają zbrązowieniu miąższu. Optymalna temperatura przechowywania wynosi -1 °C. Najlepsza do spożycia jest po miesiącu przechowywania, lub po 6 dniach w temperaturze 18 °C.